# Ingrid Borthen
Ingrid Borthen, egentligen Ingrid Johansson,  född Borthen 22 september 1913 i Trondheim, död 17 mars 2001 i Stockholm, var en svensk skådespelare.

## Biografi
Borthen, som var dotter till affärsmannen Eyvind Borthen och Julie Backman, utexaminerades från Dramatens elevskola 1939. Hon var engagerad vid Dramaten 1939–1941, vid Göteborgs stadsteater 1942–1950, vid Uppsala stadsteater 1954–1959, vid Göteborgs stadsteater 1959–1962, vid TV-teatern 1962–1963, vid Helsingborgs stadsteater 1963–1967 och vid Riksteatern 1967. Hon innehade pjäsengagemang vid Stockholms stadsteater från 1979.
Borthens svenska filmdebut skedde i Gustaf Molanders Familjens hemlighet 1936, hon kom att medverka i drygt 25 film- och TV-produktioner.
Borthen är gravsatt i minneslunden på Skogskyrkogården i Stockholm. Hon var 1948–1961 gift med skådespelaren Ulf Johanson.

## Filmografi i urval
- 1939 – I dag börjar livet
- 1940 – Vi tre
- 1943 – En vår i vapen
- 1944 – Flickan och Djävulen
- 1944 – Kärlek och allsång
- 1944 – Vi behöver varann
- 1945 – 13 stolar
- 1945 – I som här inträden
- 1946 – Ballongen
- 1947 – Tösen från Stormyrtorpet
- 1947 – Skepp till Indialand
- 1947 – Rallare
- 1947 – På dessa skuldror
- 1949 – Stora Hoparegränd och himmelriket
- 1949 – Gatpojkar
- 1950 – Den vita katten
- 1951 – Frånskild
- 1952 – Mot framtiden
- 1955 – Sista ringen
- 1957 – Vägen genom Skå
- 1958 – Damen i svart
- 1960 – Domaren
- 1963 – Topaze (TV-teater)
- 1963 – Ett drömspel (TV-serie)

## Teater

### Roller (ej komplett)
| År   | Roll                           | Produktion                                                                     | Regi                         | Teater                                   |
| ---- | ------------------------------ | ------------------------------------------------------------------------------ | ---------------------------- | ---------------------------------------- |
| 1938 | Pedikyristen Cigarettflickan   | Kvinnorna (The Women) Clare Boothe Luce                                        | Rune Carlsten                | Dramaten                                 |
| 1939 | Edna                           | Mitt i Europa Robert E. Sherwood                                               | Rune Carlsten                | Dramaten                                 |
| 1939 | Sjuksköterskan                 | Kejsaren av Portugallien Selma Lagerlöf                                        | Rune Carlsten                | Dramaten                                 |
| 1940 | Ursula                         | Mycket väsen för ingenting (Much Ado About Nothing) William Shakespeare        | Alf Sjöberg                  | Dramaten                                 |
| 1940 | Jacqueline Maingot             | Diana går på jakt (French Without Tears) Terence Rattigan                      | Stig Torsslow                | Nya Teatern                              |
| 1941 | Fru de Valfontaine             | Vi skiljas (Divorçons!) Victorien Sardou och Émile de Najac                    | Alf Sjöberg                  | Dramaten                                 |
| 1942 | Rose                           | Sagan Hjalmar Bergman                                                          | Per Lindberg                 | Konserthusteatern                        |
| 1944 |                                | Livet är ju härligt (The Time of Your Life) William Saroyan                    | Per Knutzon                  | Oscarsteatern                            |
| 1946 | Cesonia                        | Caligula Albert Camus                                                          | Ingmar Bergman               | Göteborgs stadsteater                    |
| 1947 | Ung dam                        | Dagen slutar tidigt Ingmar Bergman                                             | Ingmar Bergman               | Göteborgs stadsteater                    |
| 1947 | Hon                            | Ett drömspel August Strindberg                                                 | Olof Molander                | Göteborgs stadsteater, 13 september 1947 |
| 1947 | Irene                          | Mig till skräck Ingmar Bergman                                                 | Ingmar Bergman               | Göteborgs stadsteater                    |
| 1950 | Ludovina                       | Guds ord på landet Ramón del Valle-Inclán                                      | Ingmar Bergman               | Göteborgs stadsteater                    |
| 1951 | Bruden                         | Blodsbröllop (Bodas de Sangre) Federico García Lorca                           | Johan Falck                  | Norrköping-Linköping stadsteater         |
| 1951 |                                | Å, en sån dag (Call It a Day) Dodie Smith                                      | Gerda Wrede                  | Norrköping-Linköping stadsteater         |
| 1951 | Myrtle                         | Det gäller miljonen (To Dorothy A Son) Roger MacDougall                        | Gerda Wrede                  | Norrköping-Linköping stadsteater         |
| 1951 | Rébine/Simone                  | Boboll (Bobosse) André Roussin                                                 | Per-Axel Branner             | Riksteatern                              |
| 1957 |                                | Hans excellens betjänten Ladislaus Bus-Fekete                                  | Lars Barringer               | Upsala-Gävle stadsteater                 |
| 1958 | Grevinnan Louise de Clérambard | Clérambard Marcel Aymé                                                         | Gösta Folke                  | Norrköping-Linköping stadsteater         |
| 1960 |                                | Att och att icke Bo Sköld                                                      | Lars Engström                | Göteborgs stadsteater                    |
| 1961 | Sabine Carlier                 | Vårmodellen (Blaise) Claude Magnier                                            | Herman Ahlsell               | Göteborgs stadsteater                    |
| 1964 | Maricotta                      | Ostron och politik Guilherme Figueiredo                                        | Per Sjöstrand                | Helsingborgs stadsteater                 |
| 1964 | Fru Grubach                    | Processen (Der Prozess) Franz Kafka                                            | Lars-Erik Liedholm           | Helsingborgs stadsteater                 |
| 1964 | Julia O'Sullivan               | Bockfoten (Step-in-the-hollow) Donagh MacDonagh                                | Bo Swedberg                  | Helsingborgs stadsteater                 |
| 1964 | Amman                          | Romeo och Julia (The Tragedy of Romeo and Juliet) William Shakespeare          | Per Sjöstrand                | Helsingborgs stadsteater                 |
| 1964 | Hilma                          | Änkeman Jarl Vilhelm Moberg                                                    | Hans Bergström               | Helsingborgs stadsteater                 |
| 1965 | Mrs Bryant                     | Rötter (Roots) Arnold Wesker                                                   | Hans Bergström               | Helsingborgs stadsteater                 |
| 1965 | Klienten                       | Vittne mot sig själv (Inadmissable evidence) John Osborne                      | Bo Swedberg                  | Helsingborgs stadsteater                 |
| 1965 | Mrs Toke                       | Inget helgon precis! (Travelling Light) Leonard Kingstone                      | Hans Bergström Per Sjöstrand | Helsingborgs stadsteater                 |
| 1966 | Elisabeth                      | Gasljus (Gas Light) Patrick Hamilton                                           | Hans Bergström               | Helsingborgs stadsteater                 |
| 1966 | Fru Barnier                    | Saken är Oscar! eller En halv million i kappsäcken (Oscar) Claude Magnier      | Hans Bergström               | Helsingborgs stadsteater                 |
| 1973 | Fjokla                         | Bröllopsbesvär eller Friare kan ingen vara (Женитьба, Zhenit'ba) Nikolaj Gogol | Lennart Kollberg             | Pionjärteatern                           |
| 1973 |                                | Karabinjärerna (I Carabinieri) Beniamino Joppolo                               | Lennart Kollberg             | Pionjärteatern                           |
| 1978 | Anne Marie, barnjungfru        | Ett dockhem (Et Dukkehjem) Henrik Ibsen                                        | Jan Håkanson                 | Stockholms stadsteater                   |
| 1979 | Märta Mattsson                 | Söndagsgäster Björn Runeborg                                                   | Stig Ossian Ericson          | Stockholms stadsteater                   |

## Radioteater

### Roller
| År   | Roll | Produktion            | Regi         |
| ---- | ---- | --------------------- | ------------ |
| 1942 | Rose | Sagan Hjalmar Bergman | Per Lindberg |

## Bilder

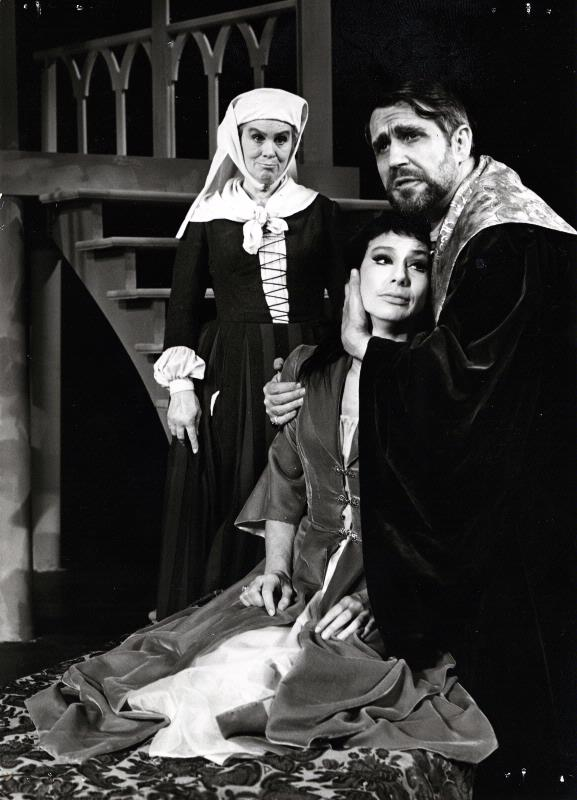
Ingrid Borthen, Segol Mann och Gurie Nordwall i Romeo och Julia på Helsingborgs stadsteater 1964.

### Fotnoter
1. 1 2  ”Ingrid Borthen”. Svensk Filmdatabas. http://www.sfi.se/sv/svensk-filmdatabas/Item/?type=PERSON&itemid=60234&ref=%2ftemplates%2fSwedishFilmSearchResult.aspx%3fid%3d1225%26epslanguage%3dsv%26searchword%3dingrid+borthen%26type%3dPerson%26match%3dBegin%26page%3d1%26prom%3dFalse. Läst 18 augusti 2012.
2. ↑  "Svensk skönhet: Ingrid Borthen", Tidningen Se nr 11, 1942, sid 21, Åhlén & Åkerlunds, Stockholm. Läst 25 oktober 2018
3. ↑  Borthen, Ingrid i Vem är hon: kvinnor i Sverige: biografisk uppslagsbok (1988)
4. ↑  SvenskaGravar
5. ↑  O. R-t. (2 juni 1940). ”'Diana går på jakt' på Nya teatern”. Dagens Nyheter:  s. 9. https://arkivet.dn.se/tidning/1940-06-02/148/9. Läst 8 mars 2025.
6. ↑  Oscar Rydqvist (17 januari 1942). ”'Sagan' i Dramatikerstudion”. Dagens Nyheter:  s. 9. http://arkivet.dn.se/arkivet/tidning/1942-01-17/15/9. Läst 30 januari 2016.
7. ↑  Sten af Geijerstam (30 april 1944). ”Saroyan på Oscars”. Dagens Nyheter:  s. 26. http://arkivet.dn.se/arkivet/tidning/1944-04-30/116/26. Läst 31 augusti 2015.
8. ↑  ”Caligula”. Stiftelsen Ingmar Bergman. http://ingmarbergman.se/verk/caligula. Läst 17 oktober 2015.
9. ↑  ”Dagen slutar tidigt”. Stiftelsen Ingmar Bergman. http://ingmarbergman.se/verk/dagen-slutar-tidigt. Läst 16 oktober 2015.
10. ↑  ”Mig till skräck”. Stiftelsen Ingmar Bergman. http://ingmarbergman.se/verk/mig-till-skräck. Läst 16 oktober 2015.
11. ↑  ”Guds ord på landet”. Stiftelsen Ingmar Bergman. http://ingmarbergman.se/verk/guds-ord-på-landet. Läst 17 oktober 2015.
12. ↑  Age (30 maj 1951). ”Klart för turnéer”. Dagens Nyheter:  s. 32. https://arkivet.dn.se/tidning/1951-05-30/142/32. Läst 3 juni 2018.
13. ↑  ”Boboll”. Musik- och Teaterbiblioteket. https://calmview.musikverk.se/CalmView/Record.aspx?src=CalmView.Performance&id=P12079&pos=835. Läst 12 juli 2025.
14. ↑  ”Tidningsnotis”. Dagens Nyheter:  s. 12. 13 februari 1957. https://arkivet.dn.se/tidning/1957-02-13/43/12. Läst 29 januari 2022.
15. ↑  ”Nöjesnytt”. Dagens Nyheter:  s. 9. 10 augusti 1960. https://arkivet.dn.se/tidning/1960-08-10/215/9. Läst 26 september 2020.
16. ↑  ”Vårmodellen”. Musik & Teaterbiblioteket. https://calmview.musikverk.se/CalmView/Record.aspx?src=CalmView.Performance&id=PERF19493&pos=1. Läst 10 maj 2025.
17. ↑  Ebbe Linde (22 april 1961). ”Vårmodellen”. Dagens Nyheter:  s. 14. https://arkivet.dn.se/tidning/1961-04-22/11166-108/14. Läst 10 maj 2025.
18. ↑  Ingvar Holm (13 november 1964). ”Yngre och oerhördare än man är van”. Dagens Nyheter:  s. 18. https://arkivet.dn.se/tidning/1964-11-13/309/18. Läst 10 juni 2018.
19. ↑  ”I morgon”. Dagens Nyheter:  s. 25. 25 oktober 1973. https://arkivet.dn.se/tidning/1973-10-25/290/25. Läst 20 januari 2022.
20. ↑  ”Radioprogrammet”. Dagens Nyheter:  s. 20. 11 februari 1942. http://arkivet.dn.se/arkivet/tidning/1942-02-11/40/20. Läst 30 januari 2016.